# Rio Cetăţuia (Tutova)
O Rio Cetăţuia é um rio da Romênia, afluente do Tutova, localizado no distrito de Vaslui.